# سليمان آباد (مقاطعة دالاهو)
سليمان‌آباد (بالفارسية: سلیمان‌آباد) هي قرية تقع في قسم حومة كرند الريفي (مقاطعة دالاهو) في إيران. يقدر عدد سكانها بـ 225 نسمة .